# Wellisch Hugó
Wellisch Hugó (Pest, 1860. július 5. – Budapest, 1918. március 11.) zsidó származású magyar építész, építővállakozó, mérnök.

## Élete

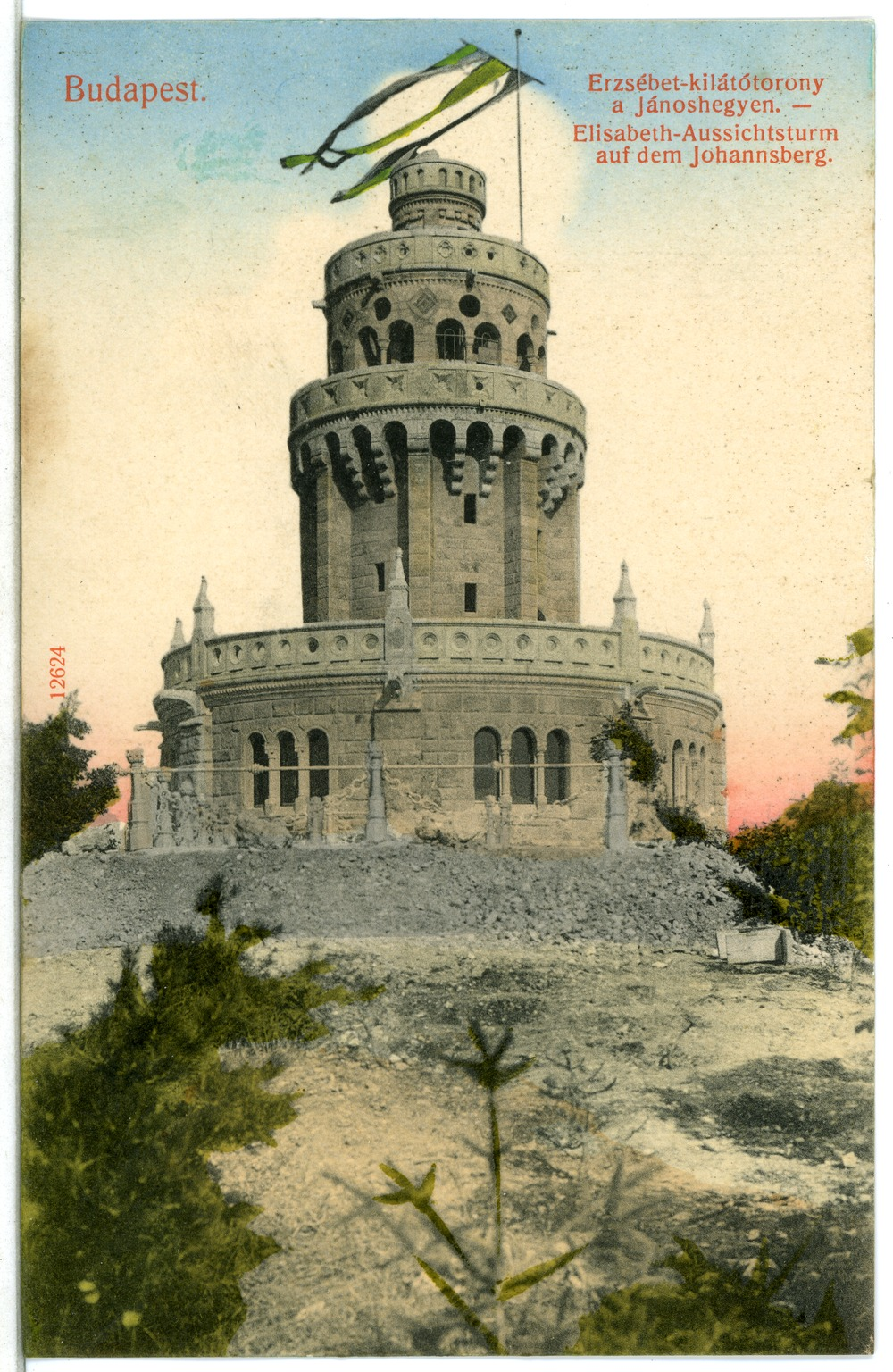
Erzsébet kilátó (1911-es fénykép)

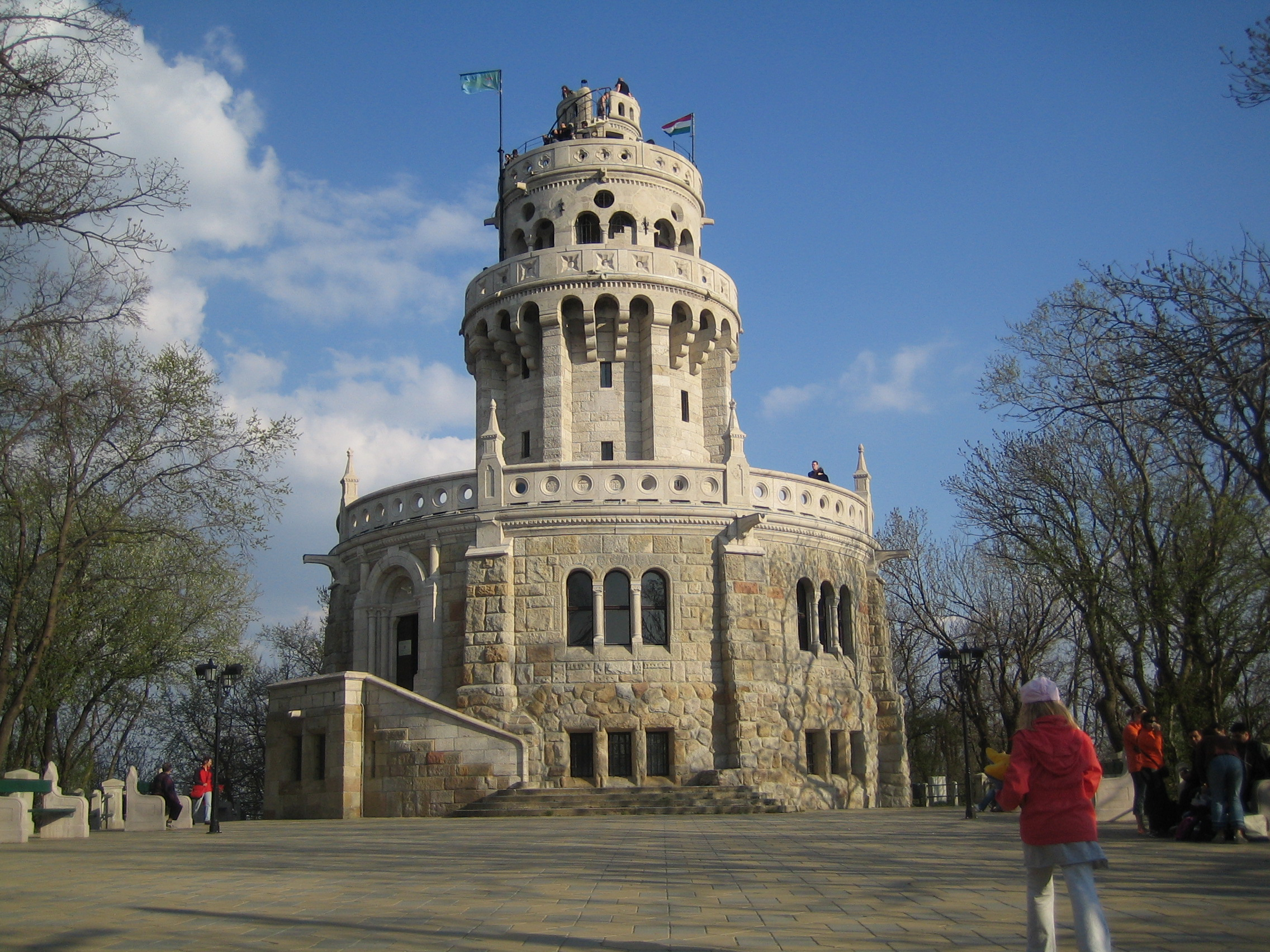
Erzsébet kilátó (2008-as fénykép)

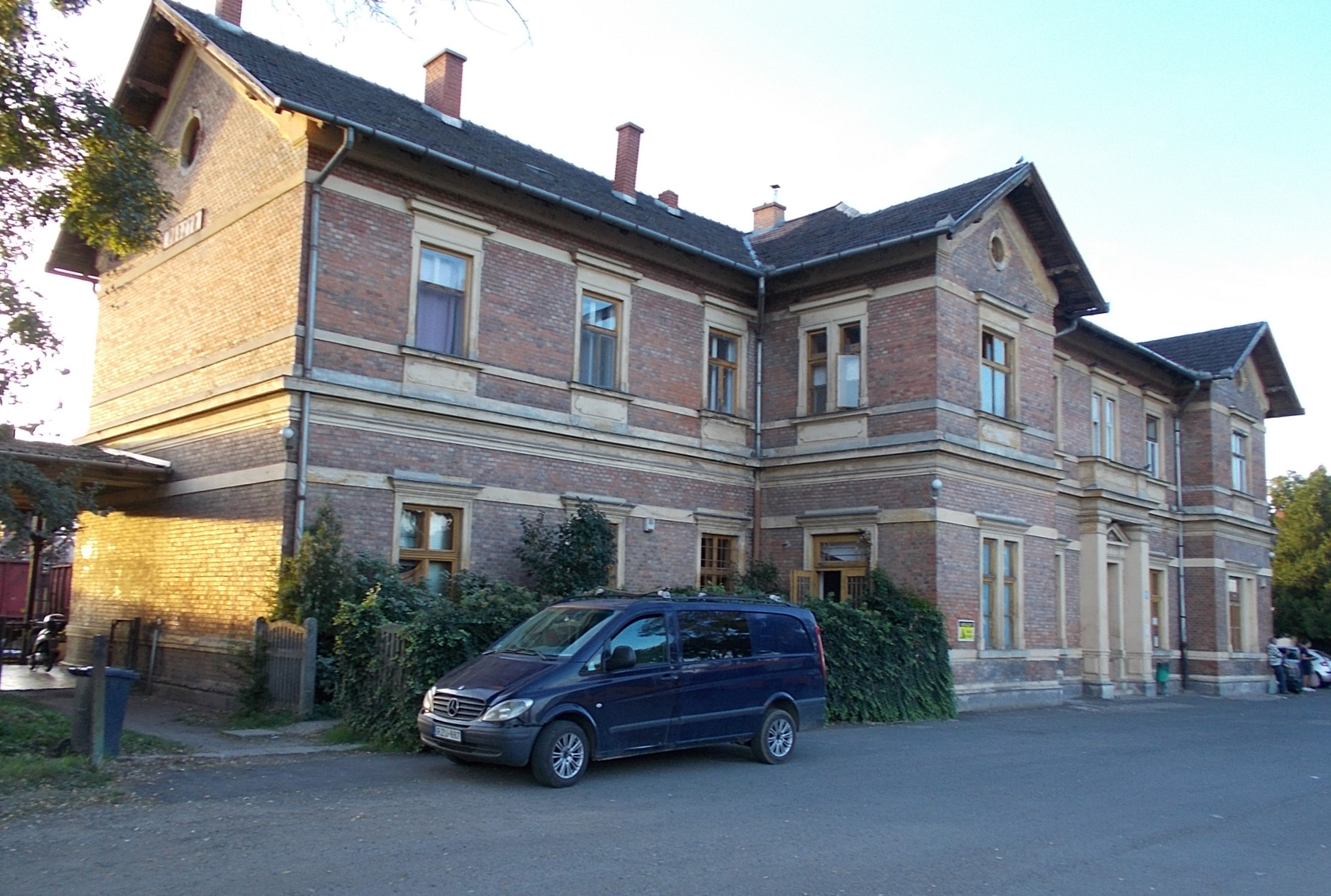
Pásztó vasútállomás (2023-as fénykép)

Nagy vállalkozó-építész családban született. Wellisch Fülöp (1823–1893) és Tedesco Rozália (1828–1915) fia. Fivére Wellisch Sándor (1855–1931) és Wellisch Gyula (1859–1940). Mint az államépítészeti hivatal tagja kezdte pályáját. Majd önálló építész lett, lekötelező, kedves modoráért, jó szívéért mindenki szerette, nagy tudásáért megbecsülte.
Több budapesti és vidéki épület kivitelezésében vett részt, rendszeresen adott árajánlatokat is kivitelezésekre. Néhány önállóan tervezett épületéről is tudni.
Tagja volt a Magyar Mérnök- és Építész-Egyletnek.
Rövid szenvedés után hunyt el 1918. március 11-én éjjel, rövid szenvedés után, 58 éves korában. Testét a Kozma utcai izraelita temetőben helyezték nyugalomra.

## Családja
Feleségét Haraszti Lujzának hívták. 25 évig tartó házasságuk alatt 3 gyermeke született tőle: István (az első világháborúban olasz harctéren szolgáló mérnök-hadnagy), Erna (dr. Krün Béláné) és Ferenc.

## Ismert épületei
- 1893–1896[12] vagy 1898: Pásztó vasútállomás főépülete, Pásztó, Vasút u. (típustervek felhasználásával)[13]
- 1915: Victoria-malom bővítése, Budapest, Kárpát utca 38-46.[14]

### Kivitelezőként
- 1892: Baross híd, Győr (tervezte: a hídépítő műszaki osztály)[15]
- 1898: a Komáromi hajógyár úgynevezett „öreggyár” része, Komárom[16]
- 1905: két családfői lakás, tiszti lakház, kertészlak, kerítések és járdák az Aszódi Javítóintézet területén, Aszód, Baross tér 2.[17]
- 1908–1910: Erzsébet-kilátó, Budapest, János-hegy (tervezte: Schulek Frigyes és Klunzinger Pál)[18][19]

### Tervben maradt munkái
- 1902: Pénzügyi palota kivitelezése, Győr (tervezte: Zobel Lajos)[20]
- 1904: Javítóintézet kivitelezése, Aszód (tervezte: Kommer József)[21]
- 1907: Fürdő és mosóhelyiség, Nyugati pályaudvar, Budapest[22]
- 1913: A Magyar Nemzeti Levéltár főépületének kivitelezése, Budapest, Bécsi Kapu tér 2-4. (tervezte: Pecz Samu)[23]
- 1913: Dunakeszi Főműhely (ma: Dunakeszi Járműjavító Kft.), Dunakeszi[24]